# النجاجرة (ايير)
النجاجرة هو دُوَّار يقع بجماعة أيير، إقليم آسفي، جهة مراكش آسفي في المملكة المغربية. ينتمي الدوّار لمشيخة ايير التي تضم 7 دواوير. يقدر عدد سكانه بـ 1429 نسمة حسب الإحصاء الرسمي للسكان والسكنى لسنة 2004.

## روابط خارجية
- البوابة الوطنية للجماعات الترابية
- المندوبية السامية للتخطيط